# Спиридово (Андреапольский район)
Спиридово (Спиридоново)  — деревня в Андреапольском районе Тверской области. Входит в Хотилицкое сельское поселение.

## География
Деревня находится примерно в 3 километрах к юго-востоку от села Хотилицы.

## История
На топографической карте Фёдора Шуберта, изданной в 1871 году, обозначена деревня Сперидоново. Имела 8 дворов.
В списке населённых мест Псковской губернии за 1885 год значится деревня Спиридово (Спиридоново). Располагалась в 20 верстах от уездного города (Торопец). Входила в состав Новорожской волости Торопецкого уезда. Имела 9 дворов и 62 жителя. 
На карте РККА 1923—1941 годов обозначена деревня Спиридово. Имела 30 дворов.

## Население
| 2002 | 2010 |
| ---- | ---- |
| 103  | ↘84  |